# Zhelin, Guangdong
Zhelin (kinesiska: 柘林) är en köping i sydöstra  Kina. Den ligger i Raoping härad i staden Chaozhou i provinsen Guangdong,  omkring 390 kilometer öster om provinshuvudstaden Guangzhou. Antalet invånare är 13 316. Befolkningen består av 6 783 kvinnor och 6 533 män. Barn under 15 år utgör 15,0 %, vuxna 15-64 år 73 %, och äldre över 65 år 10,0 %.